# France (film)
France je belgicko-italsko-německo-francouzský hraný film z roku 2021, který režíroval Bruno Dumont podle vlastního scénáře. Snímek měl světovou premiéru na filmovém festivalu v Cannes dne 15. července 2021.

## Děj
France de Meurs je hvězdnou novinářkou soukromé francouzské televizní stanice. Díky svému šarmu a ostrým reportážím z válečných zón hraje roli zpravodajské star na tomto kanálu. Ovšem nezajímá se jen o striktní novinařinu, ale také o inscenované scény, které zdůrazňují její osobnost . Do této pozice ji neustále tlačí její cynická asistentka Lou. France je vdaná za Freda a má syna Joja, ale její vztah s nimi je velmi napjatý, protože většinu jejího času jí zabírá práce.
Jednoho rána, když veze svého syna do školy, srazí mladého muže, doručovatele na skútru. Událost okamžitě zneužijí sociální sítě a ona si uvědomí velkou křehkost své popularity. Upřímně se jí dotýká osud Baptista, kterého poslala do nemocnice, jede ho navštívit a rozhodne se pomoci jeho rodině navzdory svému manželovi. Poté propadne depresím. Odjíždí proto do Bavorska do horského sanatoria, kde potkává Charlese Castra, mladého muže, který ji svede. Ovšem zjistí, vědomí, že je to bezskrupulózní novinář, který ji oklamal, aby o ní napsala reportáž. Ačkoli jí mladík říká, že se do ní skutečně zamiloval, ona ho odmítá.
Zpátky v Paříži se vrací ke své pozici v televizi. Deprese se jí prohloubí po smrti manžela a syna při autonehodě. Uvědomí si,  že její předchozí problémy byly spíše triviální, a sblíží se s Charlesem, který je možná jediný, kdo ji skutečně miluje.

## Obsazení
| Léa Seydouxová         | France de Meurs       |
| Blanche Gardin         | Lou                   |
| Benjamin Biolay        | Fred de Meurs         |
| Emanuele Arioli        | Charles Castro        |
| Alfred de Montesquiou  | Alex                  |
| François-Xavier Ménage | sám sebe              |
| Omar Ouahmane          | sám sebe              |
| Xavier Lagarde         | politik               |
| Fabienne Jacob         | žena na toaletě       |
| Vincent Hugeux         | generál de Lavoisière |
| Juliane Köhler         | Madame Arpel          |

## Ocenění
- César: nominace na nejlepší herečku (Léa Seydoux)